# Alf Erling Porsild
Alf Erling Porsild, né le 17 janvier 1901 à Copenhague et mort le 14 novembre 1977 à Vienne (Autriche), est un botaniste et explorateur dano-canadien.

## Biographie
Né à Copenhague, il est le fils du botaniste Morten Pedersen Porsild. Il est élevé à la station Arctique de Qeqertarsuaq, dans l'ouest du Groenland, où il est l'assistant de son père. De 1926 à 1929, il explore le Yukon.
Entre 1936 et 1945, il est conservateur au Musée national du Canada à Ottawa et, de 1945 à 1967, y dirige le département de botanique. 
Il est l'auteur de plus de 100 articles scientifiques sur la flore de l'Archipel Arctique canadien et des Montagnes Rocheuses, ainsi que de nombreux articles et livres populaires, notamment sur la flore importante des régions arctiques et nordiques du Canada.
Il a effectué plus de 25 000 collections de plantes (numéros), résultant en plus de 100 000 spécimens qui sont déposés à l'Herbier national du Canada (CAN) au Musée canadien de la nature, à Ottawa, et dans d'autres herbiers à travers le monde.
Porsild a été engagé pour participer au Canadian Reindeer Project (Reindeer Station) afin d'amener l'élevage de rennes aux populations autochtones du nord du Canada dans l'espoir de créer une industrie durable.

## Récompenses et distinctions
- Porsild a reçu la médaille Massey de la Société géographique royale du Canada en 1966. Il a reçu la médaille George Lawson de l'Association botanique du Canada en 1971[3].
- Il a été interprété par Colm Feore dans le film documentaire de 1998 de Peter Lynch, The Herd[4].

## Hommages
Il emprunte le terme pingo aux Inuits et en fait un terme scientifique et vernaculaire (utilisé pour la première fois en 1938). Porsild Pingo à Tuktoyaktuk est nommé en son honneur, ainsi que le mont Porsild dans le territoire du Yukon. Stellaria porsildii (en), une plante originaire des montagnes de l'Arizona et du Nouveau-Mexique, est également nommée en son honneur.
L'Association botanique du Canada décerne chaque année le « Prix Alf Erling Porsild », en reconnaissance du meilleur article publié dans le domaine de la systématique et de la phytogéographie par un étudiant diplômé d'une université canadienne ou un étudiant canadien d'une université étrangère.